# Beat Hefti

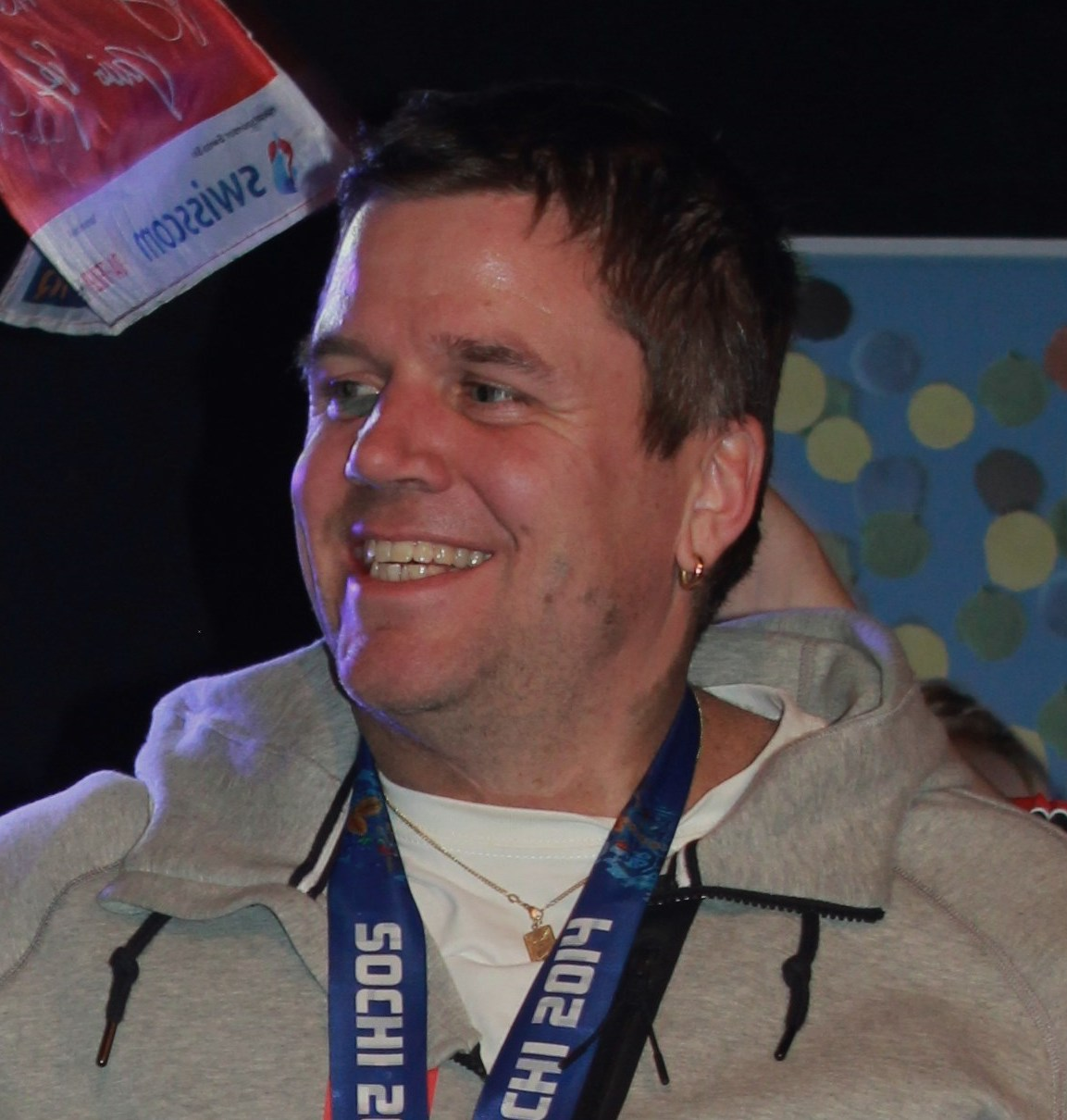
Beat Hefti in 2014

Beat Hefti (Herisau, 3 februari 1978) is een Zwitserse bobsleeër.
Toen Hefti begon met bobsleeën kwam hij terecht in het team van de beginnende piloot Martin Annen. Het onervaren team bleek een geoliede combinatie en won in 2001 al het wereldbekerklassement in de 2-mansbob. Het daaropvolgende seizoen werd in het klassement in de wereldbeker in beide bobs gewonnen en tegelijkertijd ook het combinatieklassement dat een ranglijst opmaakt van alle prestaties in wereldbekerwedstrijden tijdens de races in beide disciplines. Op de Olympische Winterspelen 2002 waren ze dan ook een van de favorieten voor het eremetaal en eigenlijk voor het goud. Het goud zat er echter niet in en moesten ze aan de Duitsers laten op beide onderdelen. In de 4-mansbob vielen ze zelfs geheel buiten de prijzen, maar in de 2-mansbob wisten ze toch nog de bronzen medaille mee naar huis te nemen.
Na de Spelen in Salt Lake City verliep het allemaal even wat minder en deden zijn teams een flinke stap terug. In 2005 waren ze echter terug op niveau en wisten ze opnieuw de wereldbeker in de 2-mansbob te winnen. Daarbij werden ze in de 4-mansbob in de aanloop naar de Olympische Winterspelen 2006 Europees kampioen. De Winterspelen in Turijn leverden hem en zijn team in beide disciplines de bronzen medaille op. In de 2-mansbob opnieuw met Annen als piloot, in de 4-mansbob opnieuw met Annen en aangevuld met Cédric Grand en Thomas Lamparter. Op 25 januari 2014 werd hij in Königsee, Europees kampioen.
Tijdens de Olympische Winterspelen 2014 won Hefti de zilveren medaille achter de Rus Aleksandr Zoebkov. De Russen werden gediskwalificeerd waardoor Hefti de gouden medaille kreeg.

## Weblinks
- Website Beat Hefti

1. ↑  Beat Hefti. PDF. Gearchiveerd op 7 juli 2019.

| Logo van de Olympische Spelen | Goud | Zilver | Brons | Logo van de Olympische Spelen |
|                               | 1    | 0      | 3     |                               |

1932: Hubert Stevens / Curtis Stevens ·
1936: Ivan Brown / Alan Washbond ·
1948: Felix Endrich / Friedrich Waller ·
1952: Andreas Ostler / Lorenz Nieberl ·
1956: Lamberto Dalla Costa / Giacomo Conti ·
1964: Anthony Nash / Robin Dixon ·
1968: Eugenio Monti / Luciano De Paolis ·
1972: Wolfgang Zimmerer / Peter Utzschneider ·
1976: Meinhard Nehmer / Bernhard Germeshausen ·
1980: Erich Schärer / Josef Benz ·
1984: Wolfgang Hoppe / Dietmar Schauerhammer ·
1988: Jānis Ķipurs / Vladimir Kozlov ·
1992: Gustav Weder / Donat Acklin ·
1994: Gustav Weder / Donat Acklin ·
1998: Günther Huber / Antonio Tartaglia en Pierre Lueders / David MacEachern ·
2002: Christoph Langen / Markus Zimmermann ·
2006: André Lange / Kevin Kuske ·
2010: André Lange / Kevin Kuske ·
2014: Beat Hefti / Alex Baumann ·
2018: Francesco Friedrich / Thorsten Margis en Justin Kripps / Alexander Kopacz ·
2022: Francesco Friedrich / Thorsten Margis